# Гуляев, Виктор Алексеевич (футболист)
Ви́ктор Алексеевич Гуляев (31 марта 1917, Коковино, Московская губерния — 8 сентября 1993, Москва) — советский футболист. Защитник. Мастер спорта СССР.

## Биография
Брат заслуженного тренера СССР по футболу Николая Гуляева (1915—2000). Участник Великой Отечественной войны.
Воспитанник дворового футбола. За свою карьеру выступал в советских командах Локомотив (Москва), Спартак (Москва), Динамо (Казань), ЦСКА-клубная (Москва), ВМС (Москва), ДО Севастополь.
После завершения игровой карьеры был главным тренером советских команд г. Калининграда (Московская область), г. Воронеж, «Шахтёр» (Шахты), «Торпедо» (Армавир).
В 1963 году окончил ГЦОЛИФК.
С марта 1982 по 1989 год — председатель СТК Федерации футбола Московской обл. С 1984 года заместитель председателя Федерации футбола Московской области.
Скончался 8 сентября 1993 года в Москве. Похоронен на 59-м участке Ваганьковского кладбища в Москве.

## Достижения
- Обладатель Кубка СССР (1946)
- Мастер спорта